# Anton Algrang
Manfred-Anton Algrang (* 1965 in Bruneck, Italien) ist ein deutscher Schauspieler.

## Leben
Der aus St. Georgen bei Bruneck in Südtirol stammende Algrang wurde zunächst zum Schlosser und Werkzeugmacher ausgebildet. Da er damit nicht zufrieden war, absolvierte er von 1991 bis 1994 eine Schauspielausbildung an der Schauspielschule
Die Etage, Schule für darstellende Künste in Berlin. Anschließend war Anton Algrang ein Jahr lang bei den Kammerspielen in Düsseldorf tätig.
Er spielte bisher viele Nebenrollen in Fernsehserien, zum Beispiel Balko, Im Namen des Gesetzes, SOKO Leipzig und Die Rosenheim-Cops. Von 2002 bis 2006 spielte er die Rolle des Pino in der Kinder- und Jugendserie Schloss Einstein und im Jahr 2008 die Rolle des Albert Speer im Kinofilm Operation Walküre – Das Stauffenberg-Attentat.
Seit 2010 ist er Dozent für Rollen-Szenenarbeit und Camera-acting an verschiedenen Schauspielschulen tätig, u. a. Neue Münchner Schauspielschule, Tiroler Schauspielschule Innsbruck, Mfa / München Film Akademie, Linzer Film und Schauspielakademie.

## Filmografie

### Kino
- 2008: Operation Walküre – Das Stauffenberg-Attentat
- 2009: Sari Saten
- 2010: Bergblut
- 2011: Almanya – Willkommen in Deutschland
- 2014: Elser – Er hätte die Welt verändert
- 2014: Die abhandene Welt
- 2016: Lou Andreas-Salomé
- 2016: Die Einsiedler
- 2018: Der Trafikant
- 2023: Dead Girls Dancing

### Fernsehen
- 1998: Hinter Gittern – Der Frauenknast (eine Folge)
- 2002–2006: Schloss Einstein
- 2003: Balko (eine Folge)
- 2004: Gute Zeiten, schlechte Zeiten (zwei Folgen)
- 2005: Die Patriarchin (eine  Folge)
- 2005: Forsthaus Falkenau (eine Folge)
- 2005: Im Namen des Gesetzes (eine Folge)
- 2006: SOKO Leipzig (Folge: Konkurrenten)
- 2007: Der fremde Gast (Fernsehfilm)
- 2008: Die Jahrhundertlawine (Fernsehfilm)
- 2008: Die Rosenheim-Cops (Folge: Salto mortale)
- 2009: Ein Fall für zwei (Folge: Schmerz der Liebe)
- 2009: Franzi (fünf Folgen)
- 2009: Tatort (Folge: Baum der Erlösung)
- 2010: Polizeiruf 110 (Folge: Zapfenstreich)
- 2010: Alles Liebe (Fernsehfilm)
- 2012: Die sechs Schwäne (Fernsehfilm)
- 2014: Die Rosenheim-Cops – Tödlicher Verrat
- 2016: Ein Sommer auf Sizilien (Fernsehfilm)
- 2017: Der Polizist, der Mord und das Kind
- 2018: Hubert und Staller (Folge: Tulpen aus Ammerland)
- 2018: Der Alte – Folge 415: Fürs Kind allein
- 2018: Sturm der Liebe (Telenovela)
- 2018: Das Wunder von Wörgl (Fernsehfilm)
- 2019: SOKO München (Folge: Vom Geben und Nehmen)
- 2020: SOKO Kitzbühel (Folge: Unerwünschte Nebenwirkungen)
- 2020: Die Rosenheim-Cops (Winterspecial: Schussfahrt in den Tod)
- 2020: Rote Rosen (Nebenrolle)
- 2020: Frühling – Spuren der Vergangenheit
- 2022: Der Bergdoktor (Folge: Kontrollverlust)
- 2023: München Mord: Damit ihr nachts ruhig schlafen könnt (Fernsehreihe)
- 2023: Toni, männlich, Hebamme – Mächtig schwanger
- 2023: Schnee (Fernsehserie)